# Michel van Oostrum
Michel van Oostrum (né le 22 août 1966 à Amsterdam aux Pays-Bas) est un joueur de football néerlandais, qui évoluait au poste d'attaquant.
Il est connu pour avoir fini meilleur buteur du championnat des Pays-Bas D2 lors des saisons 1995-1996 (avec 26 buts) et 1996-1997 (avec 25 buts).